# Hiệp hội Công nghiệp ghi âm Thụy Điển
Grammofonleverantörernas förening (GLF), hay Hiệp hội Công nghiệp ghi âm Thụy Điển trong tiếng Việt hoặc Swedish Recording Industry Association trong tiếng Anh, là một tổ chức đại diện cho ngành công nghiệp âm nhạc ở Thụy Điển. Tổ chức đã biên soạn và công bố các bảng xếp hạng âm nhạc chính thức cho ngành công nghiệp ghi âm Thụy Điển từ năm 1975, bao gồm hai bảng xếp hạng Swedish Albums Chart và Swedish Singles Chart.
GLF bao gồm các thành viên: Bonnier Amigo Group, EMI Svenska AB, Network Entertainment Group (MNW?), Sony BMG Music Entertainment Sweden AB, Sound Pollution AB, Universal Music Sweden AB, và Warner Music Sweden AB. Kể từ năm 1986, GLF đã đưa vào hoạt động mục lục thu âm trực tuyến Grammotex, nắm giữ tổng cộng hơn 100,000 tựa đề.